# Бруно Гимараис
Бруно Гимараис Родригез Мора (порт. Bruno Guimarães Rodriguez Moura; Рио де Жанеиро, 16. новембар 1997), често правописно неправилно као „Гимараиш” или „Гимараеш”, јесте бразилски фудбалер који игра на месту дефанзивног везног играча. Тренутно је члан Њукасл јунајтеда и репрезентације Бразила.

## Клупска каријера

### Почеци
Рођен је у Сао Кристоваоу, једном од насеља Рио де Жанеира. Фудбалски је стасао у редовима Аудакса. Дана 9. априла 2015. године, са само седамнаест година, имао је сениорски деби у том клубу када је одиграо последња три минута против Брагантина у гостима у Лиги Паулиста (2 : 1).
Две године касније пребачен је у први тим.

### Атлетико Паранаинсе
Дана 11. маја 2017. године, отишао је на позајмицу у Атлетико Паранаинсе која је важила до априла 2018. Првобитно је био део екипе до 23 године.
Деби у Првенству Бразила имао је 17. јуна 2017. године када је заменио Деивида у поразу у гостима од 1 : 0 против Атлетико Гојаниенсеа. У марту следеће године, Атлетико Паранаинсе је откупио Гимараиса и потписао је уговор с клубом до 2021. године.
Први гол у сениорској каријери постигао је 10. марта 2018. године у победи код куће од 7 : 1 против Рио Бранка у Лиги Паранаинсе. Ускоро је постао неприкосновени стартер у почетном саставу када је клуб преузео нови тренер Тијаго Нунес и потписао је нови уговор с клубом 5. фебруара 2019. који ће га везати на верност с истим до 5. фебруара 2023.

### Олимпик Лион
Дана 29. јануара 2020. године, Гимараис је потписао за француски Олимпик Лион. Сарадња је договорена на четири и по године. Вредност трансфера је износила око 20 милиона евра.

### Њукасл јунајтед
Две године касније, 30. јануара 2022. године, Гимараис је прешао у енглески Њукасл јунајтед. Уговор је потписан на четири и по године, а вредност трансфера је износила око 47 милиона евра (40 милиона фунти). Деби за Свраке имао је већ 8. фебруара када је ушао као замена у победи од 3 : 1 над Евертоном. Први гол за нови клуб дао је у победи од 2 : 1 над Саутемптоном 10. марта када је и одиграо целу утакмицу. Постигао је два гола (други у временској надокнади — у 95. минуту) и тако је осигурао победу Њукасла над Лестером 17. априла (2 : 1).

## Репрезентативна каријера
Гимараис је могао да наступа и за репрезентацију Шпаније, поред Бразила. Одлучио се на крају за Бразил.
Нашао се на списку селекције Бразила до 23 године пред почетак Конмеболовог предолимпијског турнира 2020. године. Следеће године се и нашао на списку бразилске селекције која је играла на Олимпијским играма у Токију. Бразил је освојио златну медаљу на истим.
У септембру 2020. године, Гимараис је позван да игра за сениорску бразилску репрезентацију пред почетак утакмица квалификација за Светско првенство 2022. против Боливије и Перуа које су се одржале 9. и 13. октобра 2020. Први наступ имао је 17. новембра 2020. године када је Бразил добио Уругвај у гостима (0 : 2).

## Статистике

### Клубови
Ажурирано 25. маја 2025.
| Клуб                | Сезона    | Лига                | Лига  | Лига | Државна лига | Државна лига | Куп   | Куп  | Лига куп | Лига куп | Континен- тално | Континен- тално | Остало | Остало | Укупно | Укупно |
| Клуб                | Сезона    | Лига                | Утак. | Гол. | Утак.        | Гол.         | Утак. | Гол. | Утак.    | Гол.     | Утак.           | Гол.            | Утак.  | Гол.   | Утак.  | Гол.   |
| ------------------- | --------- | ------------------- | ----- | ---- | ------------ | ------------ | ----- | ---- | -------- | -------- | --------------- | --------------- | ------ | ------ | ------ | ------ |
| Аудакс              | 2015.     | Лига Паулиста       | —     | —    | 1            | 0            | —     | —    | —        | —        | —               | —               | —      | —      | 1      | 0      |
| Аудакс              | 2016.     | Серија Д            | 0     | 0    | 0            | 0            | —     | —    | —        | —        | —               | —               | —      | —      | 0      | 0      |
| Аудакс              | 2017.     | Серија Д            | 0     | 0    | 7            | 0            | 1     | 0    | —        | —        | —               | —               | —      | —      | 8      | 0      |
| Аудакс              | Укупно    | Укупно              | 0     | 0    | 8            | 0            | 1     | 0    | —        | —        | —               | —               | —      | —      | 9      | 0      |
| Атлетико Паранаинсе | 2017.     | Серија А            | 4     | 0    | —            | —            | —     | —    | —        | —        | 1               | 0               | —      | —      | 5      | 0      |
| Атлетико Паранаинсе | 2018.     | Серија А            | 32    | 1    | 12           | 2            | 3     | 0    | —        | —        | 11              | 2               | —      | —      | 58     | 5      |
| Атлетико Паранаинсе | 2019.     | Серија А            | 25    | 2    | 0            | 0            | 8     | 1    | —        | —        | 7               | 2               | 3      | 0      | 43     | 5      |
| Атлетико Паранаинсе | Укупно    | Укупно              | 61    | 3    | 12           | 2            | 11    | 1    | —        | —        | 19              | 4               | 3      | 0      | 106    | 10     |
| Олимпик Лион        | 2019/20.  | Прва лига Француске | 3     | 0    | —            | —            | 1     | 0    | 1        | 0        | 4               | 0               | —      | —      | 9      | 0      |
| Олимпик Лион        | 2020/21.  | Прва лига Француске | 33    | 3    | —            | —            | 4     | 0    | —        | —        | —               | —               | —      | —      | 37     | 3      |
| Олимпик Лион        | 2021/22.  | Прва лига Француске | 20    | 0    | —            | —            | 0     | 0    | —        | —        | 5               | 0               | —      | —      | 25     | 0      |
| Олимпик Лион        | Укупно    | Укупно              | 56    | 3    | —            | —            | 5     | 0    | 1        | 0        | 9               | 0               | —      | —      | 71     | 3      |
| Њукасл јунајтед     | 2021/22.  | Премијер лига       | 17    | 5    | —            | —            | —     | —    | —        | —        | —               | —               | —      | —      | 17     | 5      |
| Њукасл јунајтед     | 2022/23.  | Премијер лига       | 32    | 4    | —            | —            | 1     | 1    | 7        | 0        | —               | —               | —      | —      | 40     | 5      |
| Њукасл јунајтед     | 2023/24.  | Премијер лига       | 37    | 7    | —            | —            | 4     | 0    | 3        | 0        | 6               | 0               | —      | —      | 50     | 7      |
| Њукасл јунајтед     | 2024/25.  | Премијер лига       | 38    | 5    | —            | —            | 4     | 0    | 5        | 0        | —               | —               | —      | —      | 47     | 5      |
| Њукасл јунајтед     | Укупно    | Укупно              | 124   | 21   | —            | —            | 9     | 1    | 15       | 0        | 6               | 0               | —      | —      | 154    | 22     |
| Свеукупно           | Свеукупно | Свеукупно           | 241   | 27   | 21           | 2            | 25    | 2    | 6        | 0        | 34              | 4               | 3      | 0      | 340    | 35     |

1. 1 2  Наступ(и) у Копа либертадоресу.
2. ↑  Наступ(и) у Копа Судамерикани.
3. ↑  Два наступа у Рекопа Судамерикани, један наступ у Купу Џеј лиге и Копа Судамерикане.
4. 1 2  Наступ(и) у Лиги шампиона.
5. ↑  Наступ(и) у Лиги Европе.

1. ↑  Укључујући Куп Бразила, Куп Француске и ФА куп.

### У репрезентацији
Ажурирано 20. марта 2025.
| Репрезентација | Година | Наступи | Голови |
| -------------- | ------ | ------- | ------ |
| Бразил         | 2020.  | 1       | 0      |
| Бразил         | 2021.  | 2       | 0      |
| Бразил         | 2022.  | 7       | 1      |
| Бразил         | 2023.  | 8       | 0      |
| Бразил         | 2024.  | 14      | 0      |
| Бразил         | 2025.  | 1       | 0      |
| Укупно         | Укупно | 33      | 1      |

#### Голови за репрезентацију
Голови Бразила су наведени на првом месту. Колона „гол” означава резултат на утакмици након Гимараисовог гола.
| Бр. | Датум          | Стадион                                 | Противник | Гол   | Резултат | Такмичење                                |
| --- | -------------- | --------------------------------------- | --------- | ----- | -------- | ---------------------------------------- |
| 1   | 29. март 2022. | Стадион Eрнандо Силес, Ла Паз, Боливија | Боливија  | 3 : 0 | 4 : 0    | Квалификације за Светско првенство 2022. |

## Успеси
Атлетико Паранаинсе
- Куп Бразила: 2019.
- Лига Паранаинсе: 2018.
- Копа Судамерикана: 2018.
- Куп Џеј лиге и Копа Судамерикане: 2019.

Олимпик Лион
- Финалиста Лига купа Француске: 2019/20.[24]

Њукасл јунајтед
- Лига куп Енглеске: 2024/25.[25]

Бразил до 23
- Летње олимпијске игре: 2020.

Појединачни
- Члан идеалне екипе године бразилске Серије А: 2019.[26]